# Mourine américaine
Rhinoptera bonasus
Espèce
Statut de conservation UICN

 VU  : Vulnérable
La Mourine américaine (Rhinoptera bonasus) est une espèce de raies de la famille des Rhinopteridae. Elle est présente dans une grande partie de l'Atlantique ouest et des Caraïbes, de la Nouvelle-Angleterre jusqu'au sud du Brésil.
Les populations de l'Atlantique est sont désormais considérées comme une autre espèce, la Mourine échancrée (Rhinoptera marginata).

## Répartition
Cette raie se rencontre depuis les côtes du Massachusetts (États-Unis) jusqu'à celles de l'Uruguay. Elle semble coexister avec l'espèce Rhinoptera brasiliensis (la Mourine ticon) au Brésil (de Rio de Janeiro à l'État de Santa Catarina) et dans le Sud du golfe du Mexique. Elle est présente depuis la surface et jusqu'à 60 m de profondeur.

## Description
Rhinoptera bonasus peut mesurer au maximum jusqu'à 120 cm en grand diamètre. Son poids maximal enregistré est de 953 g.

## Systématique
Le nom valide complet (avec auteur) de ce taxon est Rhinoptera bonasus (Mitchill, 1815).
L'espèce a été initialement classée dans le genre Raja sous le protonyme Raja bonasus Mitchill, 1815,.
Ce taxon porte en français le nom vernaculaire ou normalisé suivant : Mourine Américaine,.
Rhinoptera bonasus a pour synonymes :
- Raja bonasus Mitchill, 1815
- Raja quadriloba Lesueur, 1817
- Rhinoptera affinis Bleeker, 1863
- Rhinoptera lalandii Müller & Henle, 1841
- Rhinoptera quadriloba (Lesueur, 1817)

### Étymologie
Son épithète spécifique, du latin bonasus, « bison », fait référence à la nageoire sous-rostrale bilobée de cette raie qui ressemble au nez d'un bovin

### Publication originale
- (en) Samuel L. Mitchill, « The fishes of New-York, described and arranged », Transactions of the Literary and Philosophical Society of New York, vol. 1, no 5,‎ 1815, p. 355-492 (lire en ligne).